# Reclinghem
Reclinghem és un municipi francès situat al departament del Pas de Calais i a la regió dels Alts de França. L'any 2007 tenia 175 habitants.

## Demografia

### Població
El 2007 la població de fet de Reclinghem era de 175 persones. Hi havia 63 famílies de les quals 16 eren unipersonals (4 homes vivint sols i 12 dones vivint soles), 31 parelles sense fills i 16 parelles amb fills.
La població ha evolucionat segons el següent gràfic:
Habitants censats

### Habitatges
El 2007 hi havia 112 habitatges, 73 eren l'habitatge principal de la família, 27 eren segones residències i 12 estaven desocupats. 88 eren cases i 3 eren apartaments. Dels 73 habitatges principals, 57 estaven ocupats pels seus propietaris, 14 estaven llogats i ocupats pels llogaters i 3 estaven cedits a títol gratuït; 2 tenien dues cambres, 12 en tenien tres, 16 en tenien quatre i 44 en tenien cinc o més. 62 habitatges disposaven pel capbaix d'una plaça de pàrquing. A 32 habitatges hi havia un automòbil i a 34 n'hi havia dos o més.

### Piràmide de població
La piràmide de població per edats i sexe el 2009 era:
| Homes | Edats   | Dones |
| ----- | ------- | ----- |
| 0     | 95 o +  | 0     |
| 4     | 90 a 94 | 0     |
| 0     | 85 a 89 | 12    |
| 0     | 80 a 84 | 0     |
| 0     | 75 a 79 | 12    |
| 4     | 70 a 74 | 4     |
| 4     | 65 a 69 | 0     |
| 8     | 60 a 64 | 12    |
| 4     | 55 a 59 | 0     |
| 0     | 50 a 54 | 0     |
| 8     | 45 a 49 | 0     |
| 0     | 40 a 44 | 4     |
| 8     | 35 a 39 | 4     |
| 4     | 30 a 34 | 4     |
| 8     | 25 a 29 | 4     |
| 0     | 20 a 24 | 4     |
| 4     | 15 a 19 | 4     |
| 4     | 10 a 14 | 8     |
| 8     | 5 a 9   | 0     |
| 12    | 0 a 4   | 0     |

## Economia
El 2007 la població en edat de treballar era de 105 persones, 81 eren actives i 24 eren inactives. De les 81 persones actives 70 estaven ocupades (38 homes i 32 dones) i 11 estaven aturades (6 homes i 5 dones). De les 24 persones inactives 5 estaven jubilades, 6 estaven estudiant i 13 estaven classificades com a «altres inactius».

### Ingressos
El 2009 a Reclinghem hi havia 83 unitats fiscals que integraven 197 persones, la mediana anual d'ingressos fiscals per persona era de 13.995 €.

### Activitats econòmiques
Dels 8 establiments que hi havia el 2007, 2 eren d'empreses extractives, 1 d'una empresa de comerç i reparació d'automòbils, 1 d'una empresa d'hostatgeria i restauració, 2 d'empreses de serveis i 2 d'empreses classificades com a «altres activitats de serveis».
L'únic servei als particulars que hi havia el 2009 era una perruqueria.
L'any 2000 a Reclinghem hi havia 8 explotacions agrícoles.

## Equipaments sanitaris i escolars
El 2009 hi havia una escola elemental integrada dins d'un grup escolar amb les comunes properes formant una escola dispersa.

## Poblacions més properes
El següent diagrama mostra les poblacions més properes.